# Mil·lerita
La mil·lerita o millerita és un mineral de la classe dels sulfurs. Anomenada així per Wilhelm Haidinger l'any 1845 en honor del mineralogista anglès, el professor William Hallowes Miller (1801-1880) de la Universitat de Cambridge, el primer que va estudiar els seus cristalls.

## Característiques
Químicament és un sulfur de níquel anhidre. A més dels elements de la seva fórmula, NiS, sol portar com a impureses: ferro, cobalt i coure. Cristal·litza en el sistema trigonal. Acostuma a trobar-se en forma com de raïms de palla de cristalls aciculars metal·litzats i brillants, de color groc-llautó pàl·lid, amb un vernís iridescent. Pot formar grans agrupacions d'aquests cristalls amb intercreixements, donant aspecte de cabellera. Pot ser extret com a mena de níquel.

## Formació i jaciments
És un mineral format a baixa temperatura que apareix en calcàries i dolomies sulfuroses, omplint cavitats. També es pot trobar com a mineral secundari de formació tardana per alteració en jaciments de sulfur de níquel. Poques vegades s'ha trobat en serpentines. Sol trobar-se associada a altres minerals com: gersdorffita, polidimita, niquelina, galena, esfalerita, pirita, calcopirita, pirrotina, pentlandita, cubanita, calcita, dolomita, siderita, barita o ankerita.
Quan es troba en suficient concentració, és un mineral molt important de níquel perquè, degut a la seva massa com un sulfur mineral, conté un major percentatge de níquel que la pentlandita. Això vol dir que, per cada part de mil·lerita, el mineral conté més níquel que un percentatge equivalent de sulfur de pentlandita.
Als territoris de parla catalana ha estat descrita a la mina Joaquina Primera (Bellmunt del Priorat, Priorat).